# 小田成治
小田 成治（おだ しげはる）は、戦国時代の人物。常陸小田氏第13代当主。 小田朝久の子。小田治孝、小田顕家（北条顕家）、岡見義治、女子（宇都宮成綱妻）、女子（佐竹義篤妻）の父。小田政治の養父（実父説もある）。幼名は亀房丸。通称は太郎。官位は左近衛中将など。
文安6年（1449年）6月22日生まれ（誕生日は1月30日とも）。享徳4年（1455年）、父の朝久の戦死後、家督を継ぐ。幼少のため、当初は祖父の小田持家に養育・後見された。享徳の乱においては古河公方に従い活動する。続く長享の乱においては扇谷上杉家方として活動した。近隣の江戸氏や大掾氏、江戸崎土岐氏と抗争し勢力を保ったが、治世の後半は長子の治孝と次子の顕家との家督争いが勃発するなど振るわなかった。家督を継承した政治は成治の実子とも養子で足利政知の実子ともいわれる。